# Ergavia roseivena
Ergavia roseivena là một loài bướm đêm trong họ Geometridae.